# Julius Scheybal
Julius Scheybal (29 maart 1930 - Wenen,  5 juli 2000) was een Oostenrijkse gitarist die in de jazz speelde en actief was als sessiemuzikant.
Scheybal werkte vanaf het midden van de jaren 50 als professioneel muzikant. Hij was lid van het orkest van het Theater an der Wien en speelde Oostenrijkse easy listening-combos (zoals Claudius Alzner und Seine Solisten, Toni Stricker-Schrammeln, Willi Fantl und Sein Ensemble) en in het orkest van Robert Opratko. Verder werkte hij tot 1972 mee aan plaatopnames, o.a. voor de ORF-Big Band, Art Farmer (Gentle Eyes 1972), Fatty George, Michael Danzinger (Piano Cocktail), Karl Steinwendtner, Helmut Qualtinger, Erika Pluhar, Arik Brauer en André Heller (Platte 1970). Vanaf 1975 gaf hij jazzgitaar-les aan het conservatorium in Wenen. Tot zijn studenten behoorde o.a. Claus Spechtl, Josef Peter Traun en Claudius Jelinek. Na zijn overlijden in 2000 kwam in 2002 zijn album More Sun – For and with Friends uit.